# It’s After the End of the World: Live at the Donaueschingen and Berlin Festivals
It’s After the End of the World: Live at the Donaueschingen and Berlin Festivals ist ein Jazzalbum von Sun Ra & His Intergalactic Research Arkestra. Die am 17. Oktober 1970 bei den Donaueschinger Musiktagen in der Stadthalle und am 7. November 1970 bei den Berliner Jazztagen in der Kongresshalle entstandenen Aufnahmen erschienen 1971 als LP auf MPS, 1998 in stark erweiterter Form auf einer Doppel-CD unter dem neuen Titel Black Myth/Out in Space.

## Entstehung der Aufnahmen
Im Sommer 1970 kam das Sun Ra Arkestra erstmals für Konzerte nach Europa, mit einem Auftritt in Südfrankreich, das auf Nuits de la Fondation Maeght dokumentiert ist. Für den Herbst hatte Joachim-Ernst Berendt (als Redakteur beim damaligen Südwestfunk in Baden-Baden) dem Sun Ra Arkestra einen Kompositionsauftrag mit einer Uraufführung bei den Donaueschinger Musiktagen vermittelt (wo sie neben dem Globe Unity Orchestra auftraten und Sun Ras neues Werk Black Forest Myth vorstellten) und das Ensemble anschließend zu den Berliner Jazztagen unter dem Motto Sun Ra – zweimal die Sonne eingeladen. Das waren die ersten Auftritte von Sun Ra in Deutschland.
Sun Ra war Astrologe. Stücke für bestimmte Ereignisse (wie seine Auftragskomposition für Donaueschingen) schrieb er so, dass er deren astrologische Positionen zeitlich und räumlich musikalisch auf den Punkt brachte. Entsprechend führte er sie auch nur einmal auf – wenn die Konstellation stimmig war. Black Forest Myth ist eines dieser Widmungsstücke (die von Sun Ra kaum auf Alben aufgenommen wurden): „Nach der einmaligen Aufführung hatte die Komposition ihre Funktion erfüllt und verschwand.“ Auch unter den Aufnahmen vom Berliner Konzert ist ein sonst nicht aufgenommener Titel, ein Werk aus Sun Ras Serie „Disciplines“. Sie sind von 1 bis 99 nummeriert, aber nur zum Teil aufgenommen. Das nach dem Klaviersolo am Ende von Out in Space einsetzende „Tutti-Stück gehört zweifellos zu dieser Serie, ist aber bisher auf keinem Tonträger erschienen. In Stimmung und harmonischer Abfolge kann es in der Nähe der ‚Discipline No. 15‘ angesiedelt werden, ist aber nicht identisch damit.“ Es habe die Tonfarbe von Duke Ellington, aber auch etwas von Gil Evans.
Angeblich hatte Berendt sich zuvor vier Jahre lang bemüht, Sun Ra, diesen „Poeten des orchestralen Neuen Jazz“ (Berendt), zu einer Europatournee zu überreden. Auch nach den Erinnerungen des Sun-Ra-Experten Hartmut Geerken war es damals „extrem schwierig gewesen“, ihn nach Donaueschingen zu bringen. Berendt beklagte sich in den Liner Notes der LP darüber, das in den 17 Tagen zwischen den beiden Auftritten niemand Sun Ra und sein Arkestra buchen wollte. Laut dem Sun-Ra-Biograph John Szwed gab es zwischenzeitlich immerhin Auftritte in Barcelona, anschließend noch Konzerte in London und Paris sowie in Amsterdam (Paradiso Amsterdam 1970).
Berendt beschrieb in seinem Jazzbuch, wie er den Bandleader erlebt hatte:

„Oft, wenn das Sun Ra Arkestra auftritt, ziehen die Musiker des Orchesters wandelnd, tanzend, spielend durch die Publikumsreihen. Sun Ra bleibt allein auf der Bühne zurück, von sechs oder sieben Tasteninstrumenten umgeben […], hockend inmitten dieses ganzen Instrumentariums […] wie ein Astronaut im Cockpit seines Raumschiffes, Und während die Musiker irgendwo ›draußen‹ sind, startet er irgendwohin, mit ›farbigem Rauschen‹, mit strömenden Moog-Sounds, mit ›geschossenen‹ Klängen, gehämmerten Clusters, getrommelter Orgel – die eine Hand am Moog, die andere auf einem seiner anderen Keyboards, meisterlich über das Instrumentarium verfügend, es wechselnd und austauschend und neu zusammenführend.“

## Veröffentlichungsgeschichte
1983 verkaufte Brunner-Schwer MPS an den PolyGram-Konzern, der das Label der Polydor angliederte. Berendt schrieb nach seiner Rundfunkzeit an Christian Kellersmann als den dort dann für die Auswertung des MPS-Repertoires verantwortlichen Musikmanager, um ihn auf die Schätze darunter für Wiederveröffentlichungen aufmerksam zu machen. „Eine seiner spannendsten Produktionen hatte Berendt in seiner Korrespondenz verschwiegen: das Sun Ra-Album It’s After the End of the World auf dem MPS-Label. … Sun Ra hatte zwei Stunden in Berlin und drei Stunden in Donaueschingen gespielt.“ Auf dem ursprünglichen Album von 1971 war also weniger als ein Fünftel der Mitschnitte dokumentiert. „Berendt hatte aus den 5-Stunden Musik ein komplett neues Werk geschnitten.“
Der Titel Myth Versus Reality (The Myth-Science Aproach) / Angelic Proclamation / Out in Space von It’s After the End of the World: Live at the Donaueschingen and Berlin Festivals, den Berendt ausschnittsweise auch in seine Anthologie Was ist Jazz? (MPS 1977) übernahm, war aus verschiedenen Stücken zusammengeschnitten, die keineswegs hintereinander kamen. Auf dem ursprünglichen Album sind weiterhin die Titelangaben einiger Stücke nicht stimmig: So ist Watusi, Egyptian March die Komposition Watusa aus dem Jahr 1957. Der angebliche Titel Black Forest Myth besteht zusätzlich aus Friendly Galaxy No. 2. Die ersten fünf Minuten von Journey Through the Outer Darkness wurden als neues Stück Duos abgetrennt. Das vermeintliche Stück Strange Dreams – Strange Worlds heißt eigentlich „Strange Worlds“.
Die Mitarbeitenden von Kellersmann fanden in den Archiven des öffentlich-rechtlichen Rundfunks immerhin 127 Minuten Musik aus beiden Konzerten, wobei die Tonbänder unzulänglich beschriftet waren. Zu den Aufnahmen aus Donaueschingen waren die Originalbänder verschwunden; immerhin war noch die Rundfunksendung von Berendt vorhanden, in der dieser das Konzert vorstellte – mit insgesamt 47 Minuten Musik. Vom Berliner Konzert existierten noch 80 Minuten. Mehrere Jahre später stellte Fabian Kerner mit Hilfe von Hartmut Geerken 1998 die Doppel-CD Black Myth/Out in Space fertig. Vom vervollständigten Produkt war Berendt „nicht begeistert.“ Den Grund dafür nannte er aber nicht.

## Titelliste

### LP von 1971
Sun Ra: It’s After the End of the World: Live at the Donaueschingen and Berlin Festivals (MPS Records CRM 748, BASF CRM 748)
- A1 Strange Dreams – Strange Worlds – Black Myth / It’s After the End of the World 14:40
- A2 Black Forest Myth 9:15
- B1 Watusi, Egyptian March 2:48
- B2 Myth Versus Reality (The Myth-Science Aproach) / Angelic Proclamation / Out in Space 18:22
- B3 Duos 4:42

### Doppel-CD von 1998
Sun Ra: Black Myth / Out in Space (MPS Records 557 656-2, Motor Music 557 656-2)
CD1: Black Myth
1. Black Forest Myth 3:58
2. Friendly Galaxy No. 2 5:25
3. Journey Through the Outer Darkness 12:58
4. Strange Worlds – Black Myth – It’s After the End of the World 15:18
5. We’ll Wait for You 10:13

CD2: Out in Space
1. Out in Space 37:45
2. Discipline Series 3:28
3. Walkin’ on the Moon... 9:02
4. Outer Space Where I Come From (Recitation) 0:23
5. Watusa (Andre Pitts, Terri Vanne Sherrill) 2:44
6. Myth Versus Reality 14:59
7. Theme of the Stargazers 0:42
8. Space Chants Medley (Second Stop Is Jupiter – Why Go to the Moon – Neptun – Mercury – Venus – Mars – Jupiter – Saturn – Uranus – Pluto) 5:42
9. We Travel the Spaceways 3:02

Wenn nicht anders vermerkt, stammen die Kompositionen von Sun Ra.

## Rezeption
Nach dem Auftritt in Donaueschingen war das Publikum „begeistert, die Kritik dagegen entsetzt“. Anders in Berlin: Dem Sun-Ra-Biographen John Szwed zufolge war das Berliner Publikum nicht vorbereitet auf den Auftritt des Arkestra und war sich unsicher, ob es sich um eine Parodie handelte oder nicht. Als Sun Ra ein Fernrohr nach oben in den Saal richtete und ausrief, dass er damit gerade seinen Heimatplaneten Saturn gesehen habe, begann ein Teil des Auditoriums zu buhen; daraufhin erklärte Sun Ra, dies seien die Geräusche von „Untermenschen“ und verlangte von seinen Musikern, einen „Arschloch-Weltraumakkord“ zu intonieren, um so das Konzert fortzusetzen.
Der Spiegel titelte nach dem Berliner Konzert „Sun Ra. Kosmisches Chaos“ und zitierte in seinem Verriss das Feuilleton anderer Zeitungen, die lediglich eine »lärmende Exotenschau« (Stuttgarter Zeitung) und »katastrophalen Kitsch« (Neue Zürcher Zeitung) feststellten: „Mit bombastischen Heilsgesten dirigierte Sun Ra seine goldbehelmten, in Purpur gewandeten und mit Amuletten behängten Musikanten durch ein drittklassiges Tingeltangel-Programm. Zu dilettantischem Farben-Geflacker schleppten zwei schwarze Tänzerinnen In Tüll Sonnensymbole aus Messing über die Bühne; außerdem trat ein Feuerfresser auf.“ Und die Musik, die das Ensemble „auf Moog-Synthesizer und Hohner-Clavinet, auf »Sonnenharfe«, »Drachentrommeln« und herkömmlichen Jazz-Hörnern zum besten gab, klang allenfalls wie »Kosmisches Chaos« (so ein Titel), meist aber nur wie Science-fiction-Programmusik.“ Berendt schrieb 1973 in seinem einflussreichen Jazzbuch offenbar unter dem Eindruck der Berliner Ereignisse und des in den Zeitungen kolportierten Bildes: „Viele außenstehende Zuhörer haben … diese Show, die Sun Ra ›abzieht‹, als naiv belächelt. Sie haben Witze gemacht über die Tänzer und Zirkuskünstler, die Sun Ra über die Bühne hüpfen läßt. Oder über einen Film, den er zu seiner Musik projizieren läßt. Aber Naivität existiert nicht in schwarzer Kunst.“
Hartmut Geerken stellte in seinen Liner Notes zur erweiterten Neuausgabe einen erheblichen Stellenwert des Albums fest: „Durch die Konzertaufnahmen von Donaueschingen und Berlin bekommen wir Zugang zu einer Periode in Sun Ras Schaffen, die von den Plattenfirmen, abgesehen von Sun Ras eigenem Saturn-Label, ziemlich vernachlässigt worden ist. Entweder wurden die frühen für das abendländische Ohr leichter zugänglichen Platten wiederveröffentlicht oder aber späte Konzert- und Studioaufnahmen seiner low profile-Periode (wie Sun Ra selber sagte), die das Resultat tiefer Resignation über den Zustand dieser Welt und die Rezeption seiner Musik war.“
Nach Ansicht von Richard Cook und Brian Morton, die das Album Black Myth/Out in Space in The Penguin Guide to Jazz mit drei Sternen auszeichneten, sind die Mitschnitte von Donaueschingen der hochwertigere Teil des Albums, einschließlich des Materials, das wohl bei den Proben mit Blick auf das Festival entstanden sein könnte. Die übrigen Stücke seien im Allgemeinen gut dargeboten. We Travel the Spaceways allerdings sei inzwischen so vertraut, dass nur außergewöhnliche Darbietungen ihren Platz in Sammlungen außerhalb der Komplettisten finden dürfte, wobei die Version der Doppel-CD von 1998 nicht von diesem Kaliber sei. Doch jeder, der eine Darstellung dessen, was Sun Ra an Beginn seiner dritten Dekade musikalischer Tätigkeit gemacht hat, dürfe halbwegs auf seine Kosten kommen.
Jason Ankeny verlieh dem Album in Allmusic vier Sterne und schrieb, dass es bei weitem die definitive Veröffentlichung des fraglichen Materials sei, obwohl Teile der Musik bereits im Jahr nach der Aufnahme als It’s After the End of the World veröffentlicht wurden. In den Mitschnitten der zwei Festivalauftritte von 1970 sah der Rezensent Sun Ra auf dem Höhepunkt seiner beachtlichen Schaffenskraft. Die erste CD Black Myth, aufgenommen bei den Donaueschinger Musikfestspielen, sei hier der wahre Fund, mit einer Reihe von Kompositionen und Soli, die speziell für die Aufführung an diesem Abend geschrieben wurden – das Arkestra, darunter John Gilmore und Pat Patrick, sei durchweg in ausgezeichneter Form, und die Musik erfinderisch und mitreißend. Die gleichen Gefühle würden auch für Out in Space gelten – ein Mitschnitt, der hauptsächlich aus kosmischen Reisen (Walkin‘ on the Moon, Outer Space Where I Came From und Theme of the Stargazers) bestehe und mit einer kraftvollen Interpretation von We Travel the Spaceways seinen Höhepunkt erreiche.